# 神戸大学大学院経営学研究科・経営学部
神戸大学大学院経営学研究科（こうべだいがくだいがくいんけいえいがくけんきゅうか、英称:Graduate School of Business Administration）は、神戸大学に設置される大学院研究科の一つである。また、神戸大学経営学部（こうべだいがくけいえいがくぶ、英称:Faculty of Business Administration）は、神戸大学に設置される学部の一つである。

## 概要
東京高等商業学校に次ぐ2つ目の官立高等商業学校として1902年に設立された神戸高等商業学校を前身とし、1929年に大学に昇格して成立した神戸商業大学は、東京商科大学、大阪商科大学とともに、「天下の三商大」と謳われ、名実ともに商学の殿堂として、東京帝国大学（現・東京大学）を筆頭とする当時の「七帝大」と競っていた。
1949年、神戸商業大学の商学を受け継ぐ日本初の「経営学部」として新制「神戸大学経営学部」が発足し、経営学3講座・会計学4講座からなる経営学科と、商学5講座からなる商学科の2つの学科でスタートした。
神戸大学のキャンパスには「わが國の經營學  ここに生まれる」の石碑がある。それは、1926年（大正15年）に神戸高商で「経営学」を開講したことに由来する。この時の講義では「経営学とは何か」にはじまり、今で言うところの企業形態論や経営管理論などを教える総論的な内容だった。これが日本で最初の経営学系の学科目となった。つまり、日本で初めて経営学の研究と教育が神戸高商で始まったので、その石碑がキャンパスに作られた。
それ以来、商学、経営学、会計学における日本トップの研究・教育機関として君臨する。2002年には大学院経営学研究科に専門大学院の現代経営学専攻を開設した。
神戸大学経営学部では、大学1年から全学共通授業科目と経営学の専門科目を並行して学ぶ。経営学専門科目では、会計学基礎論、経営学部基礎論、市場システム基礎論を学ぶ。大学2年から、さらに、経営学、会計学、商学（市場システム）の各分野の授業科目を履修して、その専門の分野を深く勉強していく。
大学3年からゼミナールが始まり、学生たちは自分の興味ある分野について卒業論文にまとめて仕上げていく。

## 沿革
- 1902年 - 神戸高等商業学校設立。初代校長水島銕也[3]。
- 1914年 - 調査課を設置[3]。
- 1919年 - 調査課を改組し商業研究所を設置[3][4]。
- 1920年 - 商業研究所の研究施設として兼松記念館を竣工[5]。
- 1929年 - 神戸高等商業学校が神戸商業大学に昇格。初代学長田崎慎治[3]。
- 1941年 - 経営計算研究室を設置[3]。
- 1944年 - 神戸商業大学を神戸経済大学と改称、経営学科設置[6]。経営計算研究室を経営機械化研究所と改称。商業研究所を大東亜研究所と改称[3]。
- 1945年 - 日本の降伏後大東亜研究所を経済研究所と改称[3]。
- 1949年 - 神戸大学経営学部が発足[3]。経済研究所と経営機械化研究所を統合し神戸大学経済経営研究所が発足[7]。
- 1953年 - 大学院経営学研究科修士課程・博士課程を設置[3]。
- 2002年 - 大学院経営学研究科に専門大学院の現代経営学専攻を開設[3]。

## 学科
- 経営学科[8]
  - 入学定員260人[8]

## 電子刊行物
神戸大学経営学部は研究成果を広める為、以下の電子刊行物をネットに公開している。
- 「経営研究」

## 学部長
- 國部 克彦

## 関連組織
- 神戸大学経済経営研究所

## 著名な出身者

### 政治
- 高市早苗 - 衆議院議員、元総務大臣、自由民主党政務調査会長、元内閣府特命担当大臣
- 直嶋正行 - 参議院議員、元経済産業大臣、元民主党政策調査会長
- 盛山正仁 - 衆議院議員、元法務副大臣兼内閣府副大臣
- 宮岡寿雄 - 元松江市長、元神戸市経済局長

### 行政
- 福澤秀元 - 元駐ウガンダ大使、元住友商事マプト事務所長
- 村上圭子 - 京都市副市長、元下京区副区長
- 西原義一 - 香川県副知事、元香川県教育委員会教育長、高松空港取締役

### 経済
- 東誠一郎 - 元有限責任監査法人トーマツ経営会議議長
- 石井繁礼 - 元川崎近海汽船社長、元日本内航海運組合総連合会理事
- 乾勲 - 元ガンバ大阪社長、元Jリーグ参与
- 上原仁 - マイネット創業者・社長、滋賀レイクスターズ会長
- 浦西德一 - 元トヨタ紡織会長、元トヨタ自動車副社長、元欧州トヨタ自動車社長
- 江崎勝久 - 江崎グリコ社長
- 奥田陽一 - 元伊藤忠テクノソリューションズ社長、元伊藤忠商事副社長
- 片山松造 - 元東洋ゴム工業社長、元日本自動車タイヤ協会会長、元タイヤ公正取引協議会会長
- 亀井範雄 - 元東邦テナックス社長、元帝人副社長
- 高乗正行 - チップワンストップ創業者・社長、アロー・エレクトロニクス・ジャパン会長・日本代表
- 小寺明 - 元伊藤忠エネクス社長、元伊藤忠商事代表取締役、元エルピーガス協会常任理事
- 小林英夫 - 元イー・アクセス副社長
- 小林洋一 - 元伊藤忠商事副会長、元日本トルクメニスタン経済委員会会長、全国滋賀県人会連合会副会長
- 小堀秀毅 - 旭化成社長、日本経団連副会長
- 坂下智保 - 富士ソフト社長
- 関灘茂 - A.T.カーニー日本代表
- 高岡浩三 - 元ネスレ日本社長兼CEO、サイバーエージェント取締役、ベストドレッサー賞
- 高倉民夫 - 元JCB社長、元日本クレジットカード協会会長
- 田中惠次 - ジュピターショップチャンネル社長
- 谷井等 -  シナジーマーケティング創業者・会長、神戸大学客員教授、エンジェル投資家
- 中野吉晴 - 元雪印メグミルク社長、元日本乳業協会会長
- 中村崇則 - ラクス創業者・社長
- 西山裕之 - GMOインターネットグループCOO、元まぐクリック社長、元リョーマ社長
- 廣瀬博 - 元住友化学社長、東日本高速道路社長
- 舟橋孝之 - インソース創業者・社長
- 舩曵真一郎 - 三井住友海上火災保険社長、日本損害保険協会副会長
- 細見研介 - ファミリーマート社長
- 布野幸利 - 元北米トヨタ自動車会長、元米国トヨタ自動車販売社長、元トヨタ自動車副社長、日本銀行政策委員会審議委員
- 円山法昭 - 住信SBIネット銀行社長、元SBIモーゲージ社長
- 宮崎恒彰 - 元阪神タイガースオーナー、元阪神コンテンツリンク社長
- 森岡毅 - 刀CEO、元ユー・エス・ジェイCMO
- 森地高文 - 神鋼商事社長、神戸商工会議所副会頭
- 矢崎和彦 - フェリシモ社長、元神戸経済同友会代表幹事

### マスコミ
- 菓子浩 - NHKチーフプロデューサー、エランドール賞プロデューサー奨励賞
- 寺園慎一 - NHKチーフプロデューサー、菊池寛賞
- 住田功一 - 元NHKエグゼクティブアナウンサー、大阪芸術大学教授
- 吉條英希 - 関西テレビ放送映画事業部長
- 西澤宏隆 - 関西テレビ放送スポーツ部長
- 多賀公人 - 元瀬戸内海放送アナウンサー、元香川大学客員教授
- 清水建宇 - 元朝日新聞論説委員、元論座編集長

### 研究
- 青木英彦 - 経営学、東京理科大学教授、ワールド取締役会議長、加藤産業取締役
- 天野明弘 - 経済学、神戸大学名誉教授、紫綬褒章、日経・経済図書文化賞、松永賞
- 荒川祐吉 - 商学、神戸大学名誉教授
- 砂川伸幸 - 経営学、京都大学教授、日本経営財務研究学会会長
- 池田新介 - 経済学、大阪大学名誉教授、元行動経済学会会長、日経・経済図書文化賞
- 生駒道弘 - 経営学、和歌山大学名誉教授、日本経営財務研究学会会長(1995年）
- 石井淳蔵 - 経営学、神戸大学名誉教授、初代日本マーケティング学会会長
- 石川博行 - 会計学、大阪市立大学教授、日経・経済図書文化賞
- 石原武政 - 経営学、大阪市立大学名誉教授
- 市原季一 - 経営学、元神戸大学教授、元日本経営学会理事長、元日本学術会議会員
- 稲葉襄 - 経営学、神戸大学名誉教授
- 伊藤宗彦 - 経営学、神戸大学教授、元オペレーションズマネジメント＆ストラテジー学会会長
- 井上正 - 経営学、早稲田大学教授
- 井上達彦 - 経営学、早稲田大学教授、経営情報学会論文賞
- 井上福子 - 経営学、同志社大学教授、エクセディ取締役、ローム取締役
- 入江猪太郎 - 経済学、神戸大学名誉教授、元日本学術会議会員
- 瓜生原葉子 - 経営学、同志社大学教授、日本NPO学会優秀賞、吉田秀雄賞
- 太田肇 - 経営学、同志社大学教授
- 大橋昭一 - 経営学、関西大学名誉教授、初代観光学術協会会長
- 大矢知浩司 - 会計学、元青山学院大学教授
- 岡田依里 - 経営学、横浜国立大学教授、日本ナレッジマネジメント学会研究奨励賞、知財功労賞
- 小川功 - 経営学、元ニッセイ基礎研究所産業調査部長、元鉄道史学会会長
- 小川進 - 経営学、神戸大学教授
- 小川憲彦 - 経営学、法政大学教授、経営行動科学学会大会優秀論文賞
- 興津裕康 - 会計学、近畿大学名誉教授、元日本簿記学会会長、元日本会計史学会会長
- 奥林康司 - 経営学、神戸大学名誉教授
- 小倉栄一郎 - 会計学、神戸大学名誉教授、日本会計研究学会賞
- 小野善生 - 経営学、滋賀大学教授、経営行動科学学会優秀事例研究賞
- 海道進 - 経営学、神戸大学名誉教授、元日本経営学会理事長
- 海道ノブチカ - 経営学、関西学院大学名誉教授、元日本経営学会理事長
- 可児島俊雄 - 会計学者、名古屋大学名誉教授、日本会計研究学会太田賞
- 加護野忠男 - 経営学、神戸大学名誉教授、日経・経済図書文化賞
- 加登豊 - 会計学、神戸大学名誉教授、元日本原価計算研究学会学会長、バンドー化学取締役
- 金井一賴 - 経営学、大阪大学名誉教授、元日本ベンチャー学会会長
- 金井壽宏 - 経営学、神戸大学教授、組織学会高宮賞、日経・経済図書文化賞
- 亀井利明 - 経営学、関西大学名誉教授、日本リスクマネジメント学会名誉理事長
- 河崎照行 - 会計学、甲南大学名誉教授・元副学長、元中小企業会計学会会長、租税資料館理事長
- 上林憲雄 - 経営学、神戸大学教授、日本経営学会理事長、経営関連学会協議会理事長、インソース取締役
- 川上智子 - 経営学、早稲田大学教授、宝ホールディングス取締役
- 木内佳市 - 会計学、大阪大学名誉教授
- 北居明 - 経営学、大阪府立大学教授、日本商業学会賞、中小企業研究奨励賞
- 北野利信 - 経営学、大阪大学名誉教授
- 久保田音二郎 - 会計学、神戸大学名誉教授、元日本学術会議会員
- 栗木契 - 経営学、神戸大学教授
- 桑原哲也 - 経営学、神戸大学名誉教授
- 小嶋博 - 経営学、元名古屋学院大学学長、元日本経営財務研究学会会長
- 古賀智敏 - 経営学、神戸大学名誉教授
- 小島健司 経営学、神戸大学名誉教授
- 小林哲夫 - 会計学、神戸大学名誉教授、元日本原価計算研究学会会長、経営科学文献賞
- 榊原茂樹 - 経営学、神戸大学名誉教授、元日本経営財務研究学会会長
- 坂下昭宣 - 経営学、神戸大学名誉教授
- 坂下玄哲 - 経営学、慶應義塾大学教授、吉田秀雄賞奨励賞
- 桜井久勝 - 会計学、神戸大学名誉教授、金融庁公認会計士・監査審査会会長、元日本会計研究学会会長
- 鈴木竜太 - 経営学、神戸大学教授、日経・経済図書文化賞
- 高尾厚 - 保険学、神戸大学名誉教授
- 高須教夫 - 会計学、兵庫県立大学名誉教授、元日本会計史学会会長
- 高田正淳 - 会計学、神戸大学名誉教授、元日本会計研究学会会長、元日本監査研究学会会長、日本会計研究学会太田賞
- 高田駒次郎 - 会計学、西南学院大学教授、元九州六大学野球連盟理事長
- 高村忠也 - 海運論、神戸大学名誉教授、元日本海運経済学会副会長
- 立脇和夫 - 経済学、早稲田大学名誉教授
- 武田隆二 - 会計学、神戸大学名誉教授、元日本会計研究学会会長、日本会計研究学会太田賞、日経・経済図書文化賞
- 谷武幸 - 会計学、神戸大学名誉教授、元公認会計士試験委員
- 谷口真美 - 経営学、早稲田大学教授、東洋製罐グループホールディングス取締役、元東芝取締役、元ニチレイ取締役
- 谷本寛治 - 経営学、一橋大学名誉教授、早稲田大学教授、元ベルリン自由大学客員教授
- 田村正紀 - 経営学、神戸大学名誉教授、元日本商業学会会長、日経・経済図書文化賞
- 丹波康太郎 - 会計学、元神戸大学教授、日本会計研究学会上野・太田賞受賞
- 辻峰男 - 会計学、大阪府立大学教授
- 戸田博之 - 会計学、神戸学院大学名誉教授、元日本簿記学会会長
- 中野常男 - 会計学、神戸大学名誉教授、元日本簿記学会会長、日本会計研究学会太田賞、日経・経済図書文化賞
- 内藤文雄 - 会計学、神戸大学名誉教授、関西電力取締役、太田・黒澤賞
- 原拓志 - 経営学、神戸大学名誉教授、元企業家研究フォーラム副会長、日本学術会議会員
- 服部泰宏 - 経営学、神戸大学教授、組織学会高宮賞、人材育成学会賞、HRアワード書籍部門最優秀賞
- 土方久 - 会計学、西南学院大学名誉教授、日本会計研究学会太田賞、日本簿記学会賞
- 開本浩矢 - 経営学、大阪大学教授、経営行動科学学会優秀事例賞
- 戸田義郎 - 経営学、元神戸大学学長、元日本簿記学会顧問
- 庭本佳子 - 経営学、神戸大学准教授
- 松本祥尚 - 会計学、関西大学教授
- 嶺鶯 - 経営学、元東京都立大学教授、演歌歌手
- 南知惠子 - 経営学、神戸大学副学長、日本商業学会会長、大阪ガス監査役、元サノヤスホールディングス取締役
- 宮下國生 - 交通経済学、神戸大学名誉教授、元日本交通学会会長、日経・経済図書文化賞
- 宮本匡章 - 会計学、大阪大学名誉教授、元高岡短期大学学長、元金沢学院大学学園長、元日本原価計算研究学会会長
- 村上英樹 - 交通経済学、神戸大学教授
- 村宮克彦 - 会計学、大阪大学教授、証券アナリストジャーナル賞
- 森昭夫 - 経営学、神戸大学名誉教授、元日本経営財務研究学会会長、元日本経営学会理事長、元日本学術会議会員
- 森實 - 会計学、神戸大学名誉教授、日経・経済図書文化賞
- 門田安弘 - 経営学、筑波大学名誉教授、元日本組織会計学会会長、日経・経済図書文化賞
- 安平昭二 - 会計学、神戸商科大学名誉教授、元関西国際大学学長、元日本簿記学会会長
- 谷地弘安 - 経営学、元横浜国立大学理事・副学長、東洋水産取締役、日本商業学会賞
- 山下勝治 - 会計学、神戸大学名誉教授、元日本学術会議会員
- 山下貴子 - 経営学、同志社大学教授、日本商業学会賞、日本FP学会賞
- 山地秀俊 - 会計学、神戸大学教授、日本会計研究学会太田賞、村尾育英会学術奨励賞
- 山田幸三 - 経営学、上智大学名誉教授、元企業家研究フォーラム会長
- 山桝忠恕 - 会計学、元慶應義塾大学教授、日本会計研究学会太田賞
- 姚俊 - 会計学、明治大学教授、福井コンピュータホールディングス取締役、日本公認会計士協会学術賞
- 吉田栄介 - 会計学、慶應義塾大学教授、日本会計研究学会太田・黒澤賞
- 吉田寛 - 会計学、兵庫県立大学名誉教授、元国際公会計学会会長、日経・経済図書文化賞
- 吉原英樹 - 経営学、神戸大学名誉教授、日経・経済図書文化賞

### その他
- 坂本孝司 - 税理士、TKC全国会会長
- 軒上泊 - 小説家、オール讀物新人賞
- 秋口ぎぐる - ライトノベル作家、第1回カドカワエンタテインメントNext賞
- 春木開 - ポジティブクリエイター、実業家、YouTuber
- 東松寛文 - リーマントラベラー、作家、YouTuber
- 清永健一 - 経営コンサルタント
- 八十祐治 - プロサッカー選手、弁護士
- 桂惣兵衛 (2代目) - 落語家

## 博士号取得者
- 音部大輔 - 経営学、クー・マーケティング・カンパニー代表、マーケター、著作家
- 高梠真一 - 会計学、久留米大学教授、元日本会計史学会会長
- 後藤幸雄 - 経営学、神戸商科大学名誉教授・学長、日本学士院会員
- 小林靖雄 - 経営学、東京工業大学名誉教授、元日本中小企業学会会長
- 佐々木重人 - 会計学、専修大学学長、元日本会計史学会会長
- 竹中龍雄 - 経営学、神戸大学名誉教授
- 松尾貴巳 - 会計学、神戸大学副学長、元日本原価計算研究学会会長
- 矢作敏行 - 経営学、法政大学名誉教授、日経・経済図書文化賞

## 交通アクセス
所在地：神戸市灘区六甲台町2－1
阪急電鉄六甲駅、JR西日本六甲道駅、阪神電車御影駅で降りて、そこから神戸市営バスで行く。「神大正門前」のバス停で下車。

## 関連書籍
経営学の開拓者たち―神戸大学経営学部の軌跡と挑戦（上林憲雄・編著、清水泰洋・編著、平野恭平・編著、中央経済社、2021年04月09日）